# Полет 2605 на „Уестърн Еърлайнс“
Полет 2605 на „Уестърн Еърлайнс“ e международен редовен пътнически полет от международното летище „Лос Анджелис“, Лос Анджелис, Калифорния, Съединените американски щати, до международното летище „Мексико Сити“, Мексико, Мексико, управляван от „Уестърн Еърлайнс“. На 31 октомври 1979 г. самолетът „Макдонъл Дъглас DC-10-10“, който изпълнява полета, се разбива в строителна машина на международното летище в Мексико в мъгла, след като се приземява на писта, която в този момент е затворена за поддръжка. От 88 души на борда 72 са убити; умира и работник по поддръжката, след като самолетът се удря в автомобила му.
Генералната дирекция по гражданска аеронавтика в Мексико определя като вероятна причина за инцидента „неспазване на метеорологичните минимуми за процедурата за заход; неспазване на оперативните процедури на самолета по време на фазата на заход и кацане на писта, затворена за движение“. Асоциацията на пилотите на въздушни линии също издава доклад и критикува мексиканския за произшествието като „недостатъчно задълбочен и подробен“ със „значителни грешки“.
Това остава най-смъртоносният въздушен инцидент в град Мексико. Събитието е третият най-смъртоносен авиационен инцидент на мексиканска земя след катастрофите на два други „Боинга 727“: тази при полет 704 на „Мехикана де Авиасион“ през 1969 г. и тази при полет 940 на „Мехикана де Авиасион“ през 1986 г. Катастрофата е една от трите фатални катастрофи с DC-10 през 1979 г. след инцидента през май при полет 191 на „Американ Еърлайнс“ на международно летище „О'Хеър“ в Чикаго и катастрофата през ноември на самолета при полет 901 на „Еър Ню Зеланд“ в планината Еребус в Антарктика.